# MAKJ
Mackenzie Johnson, más conocido como MAKJ (San Luis Obispo, California, 25 de junio de 1990), es un DJ, productor y locutor de radio estadounidense.

## Primeros años
Mackenzie Johnson nació en 1990 en San Luis Obispo, California. Vivió su adolescencia en China, y en esa instancia, fue piloto de carreras profesional. A los 15 años, mostró su interés en convertirse en DJ, y compró un equipo de tocadiscos Technics 1200. A los 17 años, regresó a Estados Unidos, donde fue invitado a pinchar en eventos locales de su ciudad natal. Perfeccionó su estilo tras una serie de lecciones con DJ AM.

## Carrera musical

### 2012 - presente: Inicios y consagración
En 2012 lanzó una serie de singles como artista en solitario, así como un gran número de colaboraciones, junto con artistas como Lil Jon, y DJs como Showtek y DJ Kura. Su primera gira fue en Estados Unidos en 2013, junto con Bingo Players y Bassjackers. Después empezó a pinchar en festivales como Electric Zoo, Coachella y Voodoo Experience, pasando a festivales más grandes como TomorrowWorld, Webster Hall, y Ruby Skye. El éxito comenzó con la publicación del sencillo "Springen", lanzado el 24 de junio de 2013 lanzado por la discográfica Hysteria Records.
En marzo de 2014, la revista Billboard, lo nombró uno de los 10 mejores artistas, tras su actuación en el Ultra Music Festival de 2014, además de realizar otras giras y tours como el "Let’s Get Fucked Up Tour,” en Europa, y "Peyote Tour", en Norteamérica, y futuros planes de tours en Asia. A finales de 2014, lanzó el sencillo "Generic", que estreno en el Ultra Music Festival en 2015. Varias de sus canciones originales, aparecieron en el Top 10 de Beatport, y fueron lanzadas en discográficas como Hysteria Records, Doorn Records, Difussed Records, Juicy Music, entre otros.

## Ranking DJmag
| DJ   | 2014 | 2015 | 2016  |
| ---- | ---- | ---- | ----- |
| MAKJ | 63.º | 83.º | 127.º |

## Sencillos
2012
- Crunch (Vaqueros Music)
- Old Memories (con Kura) (Juicy Music)
- Galaxy (con Kura) (Juicy Music)

2013
- Mad Max (Vaqueros Music)
- Conchy (Juicy Music)
- Galaxy (con Kura) (Magik Music)
- Hold Up (Juicy Music)
- Springen (Hysteria Records)
- Hakaka (Diffused Music)
- Revolution (con M35) (Doorn Records)
- Countdown (con Hardwell) (Revealed Recordings)
- Encore (con Henry Fong) (Hysteria Records)

2014
- Let's Get Fucked Up (con Lil Jon) (Ultra Music)
- Derp (con Bassjackers) (Hysteria Records)
- Generic (Spinnin' Records)

2015
- Black (con Thomas Newson) (Protocol Recordings)
- Get Whoa (feat. Fly Boi Keno) (KENZ Music)
- On & On (con Kenze) (Vaqueros Music)

2016
- Party Till We Die (con Timmy Trumpet & Andrew W.K.) (Spinnin' Records)
- Only (con Erich lennig) (Slowhouse)

2017
- Knock Me Down (con Max Styler & Elayna Boynton) (Dim Mark Records)
- Space Jam (con Michael Sparks & Fatman Scoop) (Spinnin' Records)
- Too Far Gone (featuring Matthew Santos) (KENZ Music)

2018
- Shakalaka (con Steve Aoki & Deorro) (Ultra Music)
- Knockout (con Deorro &  Quintino) (Spinnin' Records)
- Bring It Back (con Deorro & Max Styler) (Spinnin' Records)
- Muñequita Linda (con Deorro feat. Juan Magan & YFN Lucci) (Universal Music)

2019
- Fire (con Linka & Mondello) (Skink Records)
- LS6 (con BlomBros)(Ultra Records)
- Grow Like This (con Tropkillaz & Will K) (KENZ Records)
- Beast (con Purari) (Revealed Recordings)
- Love Me (con BlomBros) (Ultra Records)
- Rave (con Steve Aoki & Showtek feat. Kris Kiss) (Ultra Music)
- Retumba (con Deorro)
- Ur Wifey (con BlomBros)
- Money Game (con Bohan Phoenix)
- Rewind (con Cat Dealers)
- Left Right (con Hardwell & Deorro feat. Fatman Scoop)  (Revealed Recordings)
- Move (con BlomBros)
- Thank Da Jects (con BlomBros)

### Remixes
2012
- Nari & Milani vs. Maurizio Gubellini - Unbelievable (Robbie Rivera & MAKJ Mix) (Ultra Music)

2013
- Drop The Lime - No Sleep for the Wicked (MAKJ Remix) (Ultra Music)
- Sandro Silva & Jack Miz - Let Go Tonight (MAKJ Remix) (Ultra Music)
- Robbie Rivera - Jump (MAKJ Remix) (Juicy Music)
- Ivan Gough & Nervo - Not Taking This No More (MAKJ Remix) (Spinnin' Records)

2014
- Benny Benassi & Gary Go - Let This Last Forever (MAKJ Remix) (Ultra Music)

2015
- O.T. Genasis - CoCo (MAKJ Remix) (The Conglomerate Entertainment/Atlantic Records)

2016
- Rae Sremmurd - Black Beatles (MAKJ Remix) ( EarDrummers / Interscope Records)
- Fatman Scoop - Be Faithful (MAKJ Remix) ( AV8 / Def Jam / Mercury)

2017:
- Future - Mask Off (MAKJ Remix)

2019
- Godoy Grace & blink-182 - Scumbag (MAKJ Remix)

### Mashups
- Yves V & Digital Lab & Pedro Henriques vs. Manufactured feat. Scarlett Quinn - Take Me Forever (MAKJ & Fero Bootleg)
- Axwell vs. Candi Staton vs. Swedish House Mafia vs. lanick & Alex Minerva - You Got Iliad's Heart Behind (MAKJ Bootleg)
- Sporty - O & Whiskey Pete & PeaceTreaty vs. Empire Of The Sun - Heard Of Us Walking On A Dream (MAKJ Bootleg)
- Deniz Koyu vs. Martin Solveig - Hello Hydra (MAKJ Mashup)
- Skylar Grey vs. Hardwell - Invisible Boy (MAKJ Mashup)
- PeaceTreaty vs. Empire Of The Sun vs. Jay - Z & Kanye West - Heard You Were Walking On Paris (Hardwell & MAKJ Bootleg)
- NERO vs. Michael Canitrot - Me & You (MAKJ Bootleg)
- Steve Aoki vs. Clockwork feat. Lil Jon & Chiddy Bang (MAKJ Vocal Edit)
- Gregori Klosman vs. Brick N Lace - Minibar Switch (MAKJ Vocal Edit)
- Hardwell & Showtek vs. Zuper Blaqh - How We House (MAKJ Vocal Edit)
- MAKJ - F***in Crunch (MAKJ Edit)
- Macklemore & Ryan Lewis vs. Marcel Woods - Thrift Shopping For Guaba (MAKJ Edit)
- Showtek vs. House Of Pain - Slow Down or Jump Around (MAKJ Edit 2.0)
- Prodigy vs. MERCER vs. Reece Low - Breathe Team (MAKJ Edit)
- 2Pac & TJR vs. Sander Van Doorn feat. Dr. Dre - California Energizer (MAKJ & Henry Fong Edit)
- MAKJ feat. Zedd & Lucky Date - Springen (MAKJ Personal Edit)
- Zombie Nation vs. Hardwell & MAKJ - Countdown 400 (Hardwell vs. MAKJ Mashup)